# Portillo de Toledo
Portillo de Toledo es un municipio y localidad española de la provincia de Toledo, en la comunidad autónoma de Castilla-La Mancha. El término municipal tiene una población de 2346 habitantes (INE 2024)

## Toponimia
El término portellu (y su derivación portillo) es un diminutivo de procedencia latina del concepto portus ('puerta'), lo cual puede dar pistas sobre los fundadores del pueblo, pues, como afirma Fernando Jiménez de Gregorio, era una palabra propia de la lengua que en el siglo XII se hablaba en la zona de Asturias, de donde seguramente procedían los fundadores de Portillo. De hecho, en otra comarca de la región de Toledo (en La Sisla, al sur de Toledo) existía una aldea llamada Alportel, que significa El Portillo, siendo ese el concepto propio del idioma que usaban los mozárabes del centro de la península ibérica.

## Geografía
Linda con Fuensalida, Novés y Maqueda, todos de la provincia de Toledo. Portillo de Toledo se encuentra situado en el norte de la provincia de Toledo, en la comarca de Torrijos. Su término municipal es de 19,95 km² y la altitud es 594 m sobre el nivel del mar. Geográficamente, Portillo de Toledo está en el centro de la península ibérica, muy cerca de algunas de las grandes vías de comunicación de España, a 68 km de Madrid por la autovía A-5 de Extremadura y a 31 km de Toledo a través de la carretera comarcal CM4011 y la nacional N-403 Toledo-Ávila.

## Historia
Su origen se remonta a la Plena Edad Media, a los inicios del siglo XII, hace más de 850 años. De su nombre fundacional poco se sabe. Al parecer la población originariamente se denominaba Portellu; así aparece citada en un documento de 1152 por el que Alfonso VII donaba al Cabildo de la catedral de Toledo la aldea de San Nicolás (hoy desaparecida), “et habet terminun -decía el documento- (esto es, cuyo término lindaba) cum Aldea Vetula (Aldea Vieja, otro pueblo abandonado), et cum Portellu (Portillo), et cum Torrelicum (Torrijos), et cum Archicolla (Arcicóllar), et cum Renales, et cum Pozuela (Renales y Pozuela eran otros dos poblados desaparecidos en la actualidad), et cum omnibus istis per medium (y con todos estos por medio)”.
A mediados del siglo XVI Portillo era considerado como uno de los principales pueblos en el Reino de Toledo. Adquirió el título de villa durante el reinado de Felipe IV.
Hasta la reforma de la nomenclatura municipal de 1916 el municipio se llamaba simplemente Portillo. En dicha fecha su nombre fue modificado por el de Portillo de Toledo.

## Demografía
Cuenta con una población de 2346 habitantes (INE 2024).
| Gráfica de evolución demográfica de Portillo de Toledo entre 1842 y 2021 |
| |
| Población de derecho según los censos de población del INE Población de hecho según los censos de población del INEEn estos censos se denominaba Portillo: 1842, 1857, 1860, 1877, 1887, 1897, 1900 y 1910 |

## Administración
La alcaldesa desde las elecciones del 26 de mayo de 2019 es María José Ballesteros Recio, del PSOE. La corporación municipal está compuesta por 11 concejales (5 del PSOE, 5 del PP y 1 de PODEMOS-IU).
| Periodo   | Nombre                        | Partido       |
| --------- | ----------------------------- | ------------- |
| 1979-1983 | Román Pérez Lorenzo           | Independiente |
| 1983-1987 | Gregorio Gómez Pérez          | PSOE          |
| 1987-1991 | Esteban Gómez Pérez           | PSOE          |
| 1991-1995 | David Ordóñez Sánchez         | IU            |
| 1995-1999 | David Ordóñez Sánchez         | IU            |
| 1999-2003 | Luis Gómez Rodríguez          | PP            |
| 2003-2007 | Luis Gómez Rodríguez          | PP            |
| 2007-2011 | Luis Gómez Rodríguez          | PP            |
| 2011-2015 | José Ángel Fernández González | PSOE          |
| 2015-2019 | José Ángel Fernández González | PSOE          |
| 2019-2023 | María José Ballesteros Recio  | PSOE          |

## Patrimonio
La iglesia parroquial, bajo la advocación de Nuestra Señora de la Paz, fue construida en tiempos no antiguos y nada tiene de arte arquitectónico. Se trata de un edificio rectangular de 30 m de largo y 10 m de ancho, con una altura de 9,5 m, con dos capillas laterales a ambos lados del altar mayor. Al lado de la iglesia existe un terreno o espacio que sirvió en sus tiempos como cementerio de la villa y que actualmente está ocupado por un salón parroquial y un pequeño jardín.
Como obras de arte que decoran la iglesia en su interior, existen cinco cuadros de gran valor pictórico, donados por su autor el pintor Pedro Gómez, artista de la localidad. Estos son: “Milagro de los Santos Mártires” y “Oración en el Huerto”, originales; y “San Francisco de Asís”, “La Asunción de la Virgen” y “El Cristo Crucificado”, copias.
Anterior a 1936 existía un crucifijo de talla en el altar mayor, obra del escultor Juan Martínez Montañés (1568-1648), e igualmente una imagen de talla de la Virgen de la Paz, esculpida en América, así como otras imágenes también de talla de los Santos Mártires, que hoy tendrían un incalculable valor artístico.
"En el año 1911 se trasladaron a esta villa las reliquias de las auténticas cabezas de los Santos Mártires, San Cosme y San Damián, desde el Real Monasterio de las Descalzas de Madrid. Fueron recibidas con el ceremonial de costumbre. El pueblo en masa salió a las afueras de esta villa a recibirlas, acompañando al clero y autoridades, y hoy se conservan en el templo parroquial".

## Fiestas
- Festividad Nuestra Señora de la Paz (24 de enero). Procesión y tradicionales juegos y rifas de roscas y caza.
- Festividad de los Santos Mártires San Cosme y San Damián (27 de septiembre). Las fiestas patronales tienen una semana y media de duración. Encierros, novilladas y diversas actividades culturales.
- Festividad de los Mártires Chicos (10 de octubre). Procesión y tradicionales pujas.